# Marlis Hellinger
Marlis Hellinger (geboren am 19. Juni 1943 in Pirna) ist eine deutsche Anglistin, Sprachwissenschaftlerin, Hochschullehrerin und Autorin. Sie veröffentlichte 1980 zusammen mit Ingrid Guentherodt, Luise F. Pusch und Senta Trömel-Plötz die Richtlinien zur Vermeidung sexistischen Sprachgebrauchs, die eine sprachwissenschaftliche Diskussion über geschlechtergerechte Sprache sowie entsprechende Forschung in Gang brachten.

## Leben und Wirken
Hellinger studierte an der Universität Hamburg Germanistik, Anglistik und Slavistik und schloss ihr Studium 1968 mit dem 1. Staatsexamen für das Lehramt an Gymnasien ab. 1969 promovierte sie – ebenfalls an der Universität Hamburg – mit einer Arbeit über transformationelle Wortbildung. Anschließend arbeitete sie als Lektorin für deutsche Sprache und Literatur in England an der University of Newcastle-upon-Tyne. Nach ihrer Rückkehr nach Deutschland war Hellinger als Assistentin und später Assistenzprofessorin an der Johannes Gutenberg-Universität Mainz tätig.
1975 nahm sie einen Ruf als Professorin für Linguistik und Didaktik des Englischen am Fachbereich Neuere Fremdsprachen und Literaturen der Philipps-Universität Marburg an. 1977 wechselte sie an die Universität Hannover, wo sie zwanzig Jahre lang eine Professur für Englische Sprachwissenschaft innehatte. Einen Ruf auf eine Professur für Englische Sprachwissenschaft an die Universität Bayreuth lehnte sie 1994 ab. Von 1997 bis zu ihrer Emeritierung 2007 war Hellinger Professorin für Anglistik/Linguistik am Institut für England- und Amerikastudien der Johann Wolfgang Goethe-Universität Frankfurt am Main.

## Forschungsinteressen
Hellingers anglistische Forschungsinteressen sind breit gefächert und umfassen Soziolinguistik, Kreolistik, Spracherwerb, Mehrsprachigkeit, kontrastive Linguistik und linguistische Geschlechterforschung.

## Ehrenämter
Hellinger ist Mitglied des Zonta Club Frankfurt II Rhein-Main und war dort Vorstandsmitglied: als Präsidentin von 2008 bis 2010 und 2010 bis 2012 und als Vizepräsidentin von 2014 bis 2016.

## Werke (Auswahl)
- (1980) zusammen mit Ingrid Guentherodt, Luise F. Pusch und Senta Trömel-Plötz: Richtlinien zur Vermeidung sexistischen Sprachgebrauchs. In: Linguistische Berichte 69, S. 15–21.
- Herausgeberschaft (2007) zusammen mit Heiko Motschenbacher: Gender Across Languages, Volume 4, ISBN 978-90-272-1877-3, ISBN 978-90-272-1878-0, ISBN 978-90-272-6886-0.